# ام‌الصخر (رامشیر)
ام‌الصخر (رامشیر)، روستایی از توابع بخش مشراگه شهرستان رامشیر در استان خوزستان ایران است.

## جمعیت
این روستا در دهستان مشراگه قرار دارد و براساس سرشماری مرکز آمار ایران در سال ۱۳۸۵، جمعیت آن ۵۴۲ نفر (۱۰۱خانوار) بوده‌است.